# Écoute-moi
Pour plus de détails, voir Fiche technique et Distribution.
Écoute-moi (Ascoltami) est un melodramma strappalacrime ouest-germano-italien réalisé par Carlo Campogalliani et sorti en 1957.

## Synopsis
Dans le sud de l'Italie dans les années 1950. Franco, un jeune autochtone, travaille dans le port de Naples. Il possède une belle voix de chanteur, mais n'a pas vraiment réfléchi jusqu'à présent à la possibilité de gagner sa vie avec cette activité et donc de changer de métier. Un jour, il est découvert et on lui propose de se produire comme chanteur dans la boîte de nuit un peu douteuse Mocambo. Franco ne se doute pas, malgré la mauvaise réputation des deux gérants du bar, Max et Ercole, qu'on ne cherche qu'à se servir de lui pour de sombres affaires, car les contacts de Franco dans le milieu portuaire peuvent être utilisés à bon escient pour des affaires de contrebande. Pendant ce temps, le chanteur Luciano, dont la voix a connu un beau succès aux États-Unis, rentre à Naples. Il est honnête avec Franco et sait évaluer son talent de chanteur.
Luciano fait en sorte que Franco puisse passer une audition à la radio. Grâce à sa belle voix, Franco fait bonne impression auprès des professionnels de la radio. Comme Luciano a désormais plus souvent affaire à Franco, il croit bientôt reconnaître en ce jeune homme le fils qu'il a laissé derrière lui lors de son départ précipité pour l'étranger. Luciano sait qu'en agissant ainsi, il a causé d'amères souffrances à son fils et à sa mère et, par peur, il ne révèle pas sa propre paternité. À la suite d'un malentendu, Franco croit soudain devoir douter de la fidélité de Julia, ce qui le conduit à manquer son entrée à la radio. Au lieu de cela, il retourne dans les griffes de Max et Ercole, qui commencent à lui mettre une énorme pression, et il risque de se retrouver définitivement sur la mauvaise pente à cause des machinations des deux gérants de boîte de nuit malveillants.

## Fiche technique
- Titre italien : Ascoltami ou Una voce ritorna[1]
- Titre allemand : … und vergib mir meine Schuld ou Das Lied von Neapel[2]
- Titre français : Écoute-moi ou Le Feu sous la cendre[3]
- Réalisateur : Carlo Campogalliani
- Scénario : Francesco Granata-Vigo, Carlo Campogalliani, Ugo Guerra (it), Stefano Ubezio
- Photographie : Giuseppe La Torre
- Montage : Otello Colangeli
- Musique : Luciano Maraviglia
- Décors : Camillo Del Signore
- Maquillage : Amato Garbini
- Production : Francesco Granata-Vigo, Peter Bamberger
- Société de production : Diva Film, Bamberger Produktion
- Pays de production :  Italie -  Allemagne de l'Ouest
- Langue originale : italien
- Format : Noir et blanc - 1,37:1 - Son mono - 35 mm
- Durée : 91 minutes
- Genre : Melodramma strappalacrime
- Dates de sortie :
  - Allemagne de l'Ouest : 3 avril 1958
  - Italie : 1er juin 1957
  - France : 1960[3]

## Distribution
- Franco Silva : Franco
- Janet Vidor (it) : Giulia
- Joachim Fuchsberger : Max
- Nino Milano (it) : Oreste
- Laya Raki (de) : Carmen
- Peter Carsten : Ercole
- Luciano Tajoli : Luciano Ferri
- Anna Campori : Concetta, la femme d'Oreste
- Nerio Bernardi : éditeur de musique
- Renato Chiantoni : maître examinateur
- Renato Montalbano : avocat
- Erminio Spalla : marin
- Amina Pirani Maggi : vendeuse chez le disquaire
- Edoardo Toniolo : commissaire
- Piero Giagnoni : Robertino
- Virginia Balistrieri : logeuse
- Rina Toscano
- Gundula Korte